# Allan Klie
Allan Klie (født 8. august 1965 på Frederiksberg) er en dansk skuespiller.
Klie er uddannet fra Skuespillerskolen ved Odense Teater i 1991. Frem til 1998 var han tilknyttet teatret. Han kom derefter til Aalborg Teater, hvor han var frem til 2001. Siden har han været freelance. Han har medvirket i mange musicals, bl.a. på Det Ny Teater, Folketeatret og Det Kongelige Teater.
Han er gift med skuespilleren Louise Herbert.

## Filmografi
- Hjælp - Min datter vil giftes (1993)

### Tv-serier
- Skjulte spor (2000-2003)
- Forsvar (2003-2004)
- Ørnen (2004)
- Forbrydelsen II (2009)
- Livvagterne (2009-2010)
- Jessie (2012)[kilde mangler]

### Tegnefilm
- Phineas og Ferb – dr. Doofenshmirtz[kilde mangler]